# Episodi de Gli antenati (terza stagione)
La terza stagione della serie televisiva Gli antenati, composta da ventotto episodi, andò in onda negli Stati Uniti d'America tra il 14 settembre 1962 e il 5 aprile 1963, mentre in Italia andò in onda tra il 1968 e il 1975.
| nº | Titolo originale         | Titolo italiano           | Prima TV USA      | Prima TV Italia |
| -- | ------------------------ | ------------------------- | ----------------- | --------------- |
| 1  | Dino Goes Hollyrock      | Dino va a Hollywood       | 14 settembre 1962 | 9 marzo 1975    |
| 2  | Fred's New Boss          | Barney cerca lavoro       | 21 settembre 1962 |                 |
| 3  | Barney the Invisible     | Barney uomo invisibile    | 28 settembre 1962 |                 |
| 4  | Bowling Ballet           | Giocando e ballando       | 5 ottobre 1962    |                 |
| 5  | The Twitch               | Mondo dello spettacolo    | 12 ottobre 1962   |                 |
| 6  | Here's Snow in Your Eyes | Un week end travolgente   | 19 ottobre 1962   |                 |
| 7  | The Buffalo Convention   | Un regalo diverso         | 26 ottobre 1962   |                 |
| 8  | The Little Stranger      | Il piccolo ospite         | 2 novembre 1962   |                 |
| 9  | Baby Barney              | Baby Barney               | 9 novembre 1962   | 25 maggio 1975  |
| 10 | Hawaiian Escapade        | L'avventura hawaiana      | 16 novembre 1962  | 27 aprile 1975  |
| 11 | Ladies' Day              | La giornata della donna   | 23 novembre 1962  | 4 maggio 1975   |
| 12 | Nuttin' But the Tooth    | Nient'altro che la verità | 30 novembre 1962  | 11 maggio 1975  |
| 13 | High School Fred         | Fred al liceo             | 7 dicembre 1962   | 18 maggio 1975  |
| 14 | Dial 'S' for Suspicion   | Esse come sospetto        | 14 dicembre 1962  |                 |
| 15 | Flash Gun Freddie        | Un hobby pericoloso       | 21 dicembre 1962  |                 |
| 16 | The Kissing Burglar      | Un romantico ladro        | 4 gennaio 1963    |                 |
| 17 | Wilma, the Maid          | La cameriera              | 11 gennaio 1963   |                 |
| 18 | The Hero                 | L'eroe                    | 18 gennaio 1963   |                 |
| 19 | The Surprise             | La sorpresa               | 25 gennaio 1963   | 1º giugno 1975  |
| 20 | Mother-In-Law's Visit    | La visita della suocera   | 1º febbraio 1963  | 8 giugno 1975   |
| 21 | Foxy Grandma             | L'astuta suocera          | 8 febbraio 1963   |                 |
| 22 | Fred's New Job           | Nuovo lavoro di Fred      | 15 febbraio 1963  |                 |
| 23 | The Blessed Event        | Prova generale            | 22 febbraio 1963  |                 |
| 24 | Carry On, Nurse Fred     | Il manuale di Fred        | 1 marzo 1963      |                 |
| 25 | Ventriloquist Barney     | Barney il ventriloquo     | 8 marzo 1963      |                 |
| 26 | The Big Move             | Per il bene di Cippy      | 22 marzo 1963     |                 |
| 27 | Swedish Visitors         | Fred occhio di lince      | 29 marzo 1963     |                 |
| 28 | The Birthday Party       | Il compleanno             | 5 aprile 1963     |                 |